# Beaver Falls
Beaver Falls es una ciudad ubicada en el condado de Beaver en el estado estadounidense de Pensilvania. En el año 2000 tenía una población de 9920 habitantes y una densidad poblacional de 1807,6 personas por km².

## Geografía
Beaver Falls se encuentra ubicada en las coordenadas 40°45′32″N 80°19′11″O / 40.75889, -80.31972.

## Demografía
Según la Oficina del Censo en 2000 los ingresos medios por hogar en la localidad eran de $26,344 y los ingresos medios por familia eran $30,405. Los hombres tenían unos ingresos medios de $31,151 frente a los $22,243 para las mujeres. La renta per cápita para la localidad era de $13,808. Alrededor del 22.5% de la población estaba por debajo del umbral de pobreza.

## Personajes conocidos
- Tony Lip (1930-2013), actor estadounidense (El padrino, The Sopranos).
- Thomas Midgley (1889-1944), Químico e inventor estadounidense (Tetraetilo de plomo , CFC).